# Phoetaliotes nebrascensis
Phoetaliotes nebrascensis är en insektsart som först beskrevs av Thomas, C. 1872.  Phoetaliotes nebrascensis ingår i släktet Phoetaliotes och familjen gräshoppor. Inga underarter finns listade i Catalogue of Life.